# Avalonia (platforma programistyczna)
Avalonia – darmowe i otwarte oprogramowanie .NET do budowania wieloplatformowych aplikacji opartych na języku XAML inspirowane WPF / UWP i rozpowszechniane na licencji MIT. Avalonia obsługuje wzorzec MVVM.
Wykorzystuje języki .NET, w tym C#, F# i VB.NET. Aplikacje mogą być budowane na platformy takie jak Windows, Linux, macOS, iOS, Android i WebAssembly.
Avalonia obsługuje silniki renderowania takie jak Direct2D i Skia Graphics Engine, co umożliwia jej wieloplatformowe działanie.

## Historia
Avalonia, pierwotnie nazywana Perspex, została po raz pierwszy opracowana przez Stevena Kirka, a jej pierwszy commit nastąpił 5 grudnia 2013 r. Platforma została opracowana z myślą o stworzeniu wieloplatformowego frameworku, inspirowanego Windows Presentation Foundation (WPF).
Avalonia stała się częścią .NET Foundation 1 kwietnia 2020 r., lecz opuściła je 20 lutego 2024 r.
24 czerwca 2025 r. firma Avalonia ogłosiła, że otrzymała 3 miliony dolarów od przedsiębiorstwa Devolutions na wsparcie dalszego rozwoju platformy przy zachowaniu jej bezpłatnego i otwartego charakteru.

## Wsparcie IDE
Avalonia zapewnia wsparcie dla następujących środowisk IDE i edytorów za pośrednictwem wtyczek:
- Visual Studio Code[12]
- Visual Studio[13][14]
- JetBrains Rider[15]